# Kortikosteroider
Kortikosteroider är ett samlingsnamn för de steroider som bildas i binjurebarken. De viktigaste är hydrokortison (kortisol), som är en glukokortikoid, och aldosteron, som är en mineralkortikoid. Hydrokortison används för substitution vid binjurebarkssvikt medan syntetiska mer potenta glukokortikoider, till exempel prednisolon, ges för att dämpa immunreaktioner och inflammatoriska processer.